# Lezo (Aklan)
Lezo è una municipalità di quinta classe delle Filippine, situata nella Provincia di Aklan, nella Regione del Visayas Occidentale.
Lezo è formata da 12 baranggay:
- Agcawilan
- Bagto
- Bugasongan
- Carugdog
- Cogon
- Ibao
- Mina
- Poblacion
- Santa Cruz
- Santa Cruz Bigaa
- Silakat-Nonok
- Tayhawan